# Bando (sport)
 For alternative betydninger, se Bando. (Se også artikler, som begynder med Bando)
Bando er en holdsport, der er beskrevet første gang i Wales i det 18. århundrede. Sporten er i familie med hockey, hurling, shinty og bandy.
En kamp i bando spilles på en stor flad bane mellem to hold på op til 30 spilere, hvor hver spiller har en bando: en stang der kurver i spilleenden og ligner en hockeystav. Selvom der ikke kendes formelle regler er formålet med spillet at få en bold mellem to markeringer der tjener som mål i hver ende af banen. Spillet var populært i Glamorgan i det 19. århundrede, men forsvandt næsten i slutningen af århundredet. I dag er sporten meget lille, men spilles stadig i dele af Wales hvor den er blevet en påske-tradition.